# Rostellularia
Rostellularia es un género de plantas con flores perteneciente a la familia Acanthaceae. Comprende 64 especies descritas.

## Taxonomía
El género fue descrito por Ludwig Reichenbach y publicado en Handbuch des Naturlichen Pflanzensystems 190, en 1837.

#### Etimología
Rostellularia: nombre genérico que deriva del vocablo latino rostellum; "pequeña/a espiga/hocico/pico", en referencia a las formas distintivas que se encuentran en las flores de las especies del género.

## Especies
Comprende 25 especies, 4 subespecies y 5 variedades aceptadas:
- Rostellularia adscendens (R.Br.) R.M.Barker, 1986
  - Rostellularia adscendens subsp. adscendens
  - Rostellularia adscendens subsp. clementii (Domin) R.M.Barker, 1986
  - Rostellularia adscendens subsp. dallachyi R.M.Barker, 1986
  - Rostellularia adscendens subsp. glaucoviolacea (Domin) R.M.Barker, 1986
  - Rostellularia adscendens var. hispida (Domin) R.M.Barker, 1986
  - Rostellularia adscendens var. juncea (R.Br.) R.M.Barker, 1986
  - Rostellularia adscendens var. largiflorens R.M.Barker, 1986
  - Rostellularia adscendens var. latifolia (Domin) R.M.Barker, 1986
  - Rostellularia adscendens var. pogonanthera (F.Muell.) R.M.Barker, 1986
- Rostellularia andamanica Vasudeva Rao, 1985
- Rostellularia ardjunensis Bremek., 1948
- Rostellularia assamica (C.B.Clarke) J.L.Ellis, 1983
- Rostellularia backeri Bremek., 1948
- Rostellularia bankaoensis Bremek., 1965
- Rostellularia brachystachya Nees, 1847
- Rostellularia chiengmaiensis Bremek., 1961
- Rostellularia diffusa (Willd.) Nees, 1847
- Rostellularia hayatae (Yamam.) S.S.Ying, 1989
- Rostellularia hijangensis Bremek., 1948
- Rostellularia humilis H.S.Lo, 1974
- Rostellularia lanceolata Bremek., 1948
- Rostellularia linearifolia Bremek., 1957
- Rostellularia obtusa Nees, 1847
- Rostellularia ovata Bremek., 1948
- Rostellularia palustris Bremek., 1965
- Rostellularia procumbens (L.) Nees, 1847
- Rostellularia prostrata (Roxb. ex C.B.Clarke) R.B.Majumdar, 1971
- Rostellularia psychotrioides Nees, 1847
- Rostellularia quinqueangularis (J.Koenig ex Roxb.) Nees, 1847
- Rostellularia rachaburensis Bremek., 1969
- Rostellularia royeniana Nees, 1847
- Rostellularia smeruensis Bremek., 1948
- Rostellularia vahliana (Schult.) Mabb., 2020